# Ophiohamus nanus
Ophiohamus nanus är en ormstjärneart som beskrevs av Colonel O'Hara och Sabine Stöhr 2006.
Ophiohamus nanus ingår i släktet Ophiohamus och familjen knotterormstjärnor. Inga underarter finns listade i Catalogue of Life.